# Kuwabara Takeo
Kuwabara Takeo (japanisch 桑原 武夫; * 10. Mai 1904 in Tsuruga in der Präfektur Fukui; † 10. April 1988) war ein japanischer Literaturwissenschaftler und Übersetzer.
Der Sohn des Sinologen Kuwabara Jitsuzōs studierte bis 1926 französische Literatur und Kultur an der Universität Kyōto. Er war von 1943 bis 1948 Professor an der Tohoku-Universität, danach an der Universität Kyōto. Er übersetzte Werke, unter anderem von Stendhal und Alain, außerdem auch literaturwissenschaftliche Schriften ins Japanische. Für seine Schrift Rousseau kenkyū („Rousseau-Forschung“) erhielt er 1951 den Mainichi-Kulturpreis, 1974 wurde er mit dem Asahi-Preis ausgezeichnet. 1979 wurde er als Person mit besonderen kulturellen Verdiensten (Bunka Kōrōsha) geehrt und 1987 mit dem Kulturorden ausgezeichnet.
Ihn zu Ehren, wurde 1998 der „Kuwabara Takeo Kunst- und Wissenschaftspreis“ (桑原武夫学芸賞) eingerichtet.